# Telkom 1
O Telkom 1 é um satélite de comunicação geoestacionário indonésio que foi construído pela Lockheed Martin, ele está localizado na posição orbital de 108 graus de longitude leste e é operado pela PT Telekomunikasi Indonesia (PT Telkom). O satélite foi baseado na plataforma A2100A e sua vida útil estimada era de 15 anos.

## História
A PT Telkomunikasi (TELKOM) da Indonésia contratou a Lockheed Martin Commercial Space Systems para construir o satélite para fazer milhares de ligações entre diferentes ilhas e arquipélagos do país. O satélite Telkom 1 substituiu o satélite Palapa B2R. A Telkom selecionou o modelo A2100A para atender às exigências crescentes de serviços de telecomunicações. A empresa projeta o aumento anual da demanda na Indonésia para os serviços que será de aproximadamente 1,5 milhão de unidades de linha telefônica por ano.
O Telkom 1 tem enfrentado problemas com alguns painéis solares, devido a um erro de fabricação.

## Lançamento
O satélite foi lançado com sucesso ao espaço no dia 12 de agosto de 1999, às 22:52 UTC, por meio de um veiculo Ariane-42P H10-3, que foi lançado a partir do Centro Espacial de Kourou na Guiana Francesa. Ele tinha uma massa de lançamento de 2.763 kg.

## Capacidade e cobertura
O Telkom 1 é equipado com 24 transponders em banda Ku e 12 em banda C para oferecer comunicações de áudio e vídeo para a Indonésia e outros países da região.